# النصب التذكارية لهجمات 11 سبتمبر

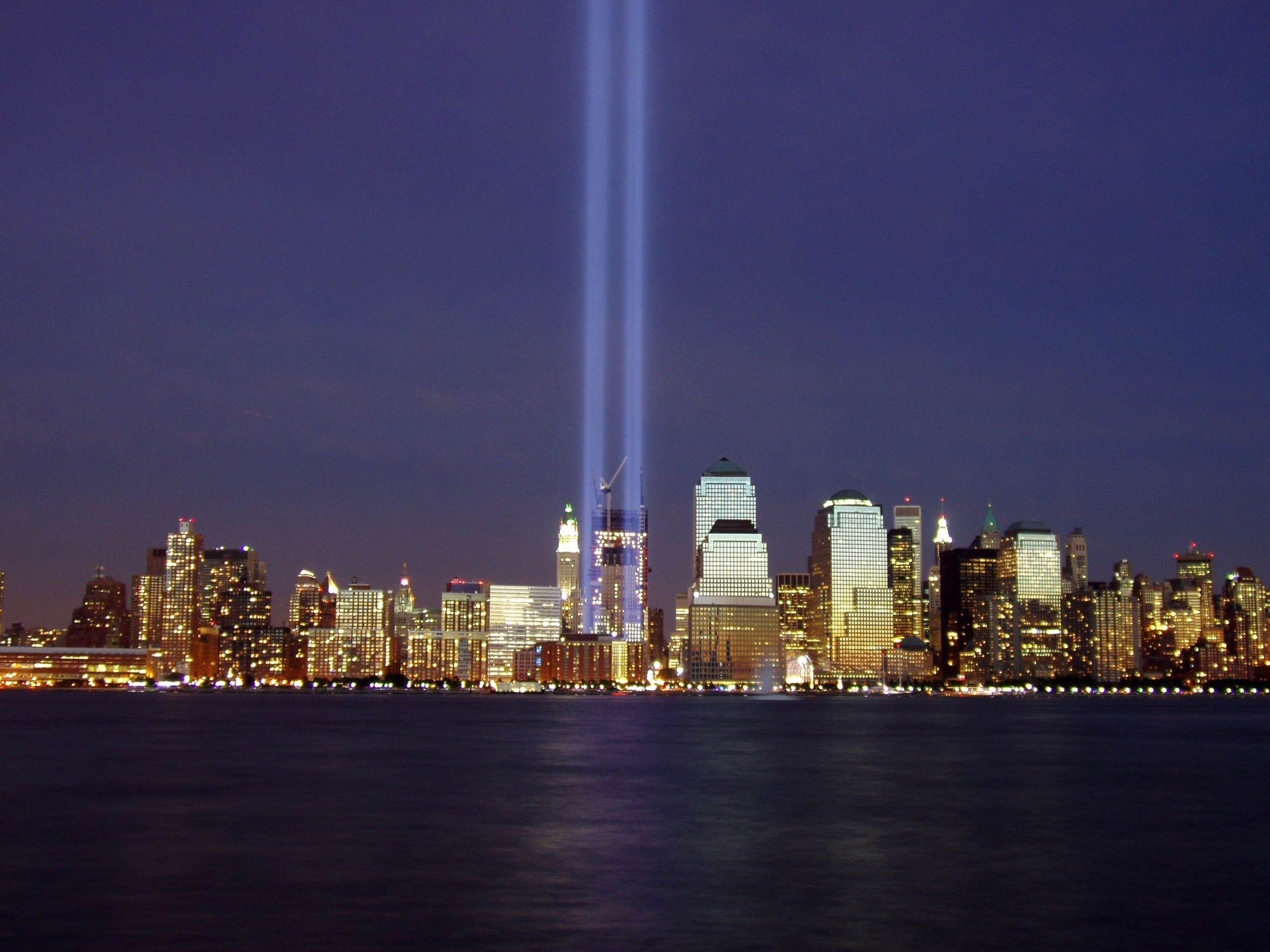
تكريم بالأضواء في ذكرى الرابعة

النصب التذكارية والخدمات لهجمات 11 سبتمبربدأت النصب التذكارية الأولى لضحايا هجمات 11 سبتمبر ايلول عام 2001 في التبلور على الإنترنت، ومئات من المواقع نشرت أفكارهم الخاصة، وصلات للصليب الأحمر ووكالات الأخرى الإنقاذ والصور، وروايات شهود العيان. بدأت العديد من الإنترنت 11 سبتمبر النصب التذكارية التي تظهر بعد هجمات بضع ساعات، على الرغم من أن العديد من هذه النصب التذكارية كانت مؤقتة فقط. [1] في جميع أنحاء العالم، وأصبحت السفارات والقنصليات الأمريكية النصب التذكارية مؤقتا بينما خرج الناس للتعبير عن احترامهم.
وكان التكريم في ضوء أول نصب تذكاري البدني الرئيسي في موقع مركز التجارة العالمي. وقد تم بناء نصب تذكاري دائم والمتحف، الوطني 11 سبتمبر التذكاري والمتحف في مركز التجارة العالمي، كجزء من تصميم لإعادة تطوير الموقع بشكل عام. يتكون النصب التذكاري من اثنين من حمامات ضخمة ضمن مجموعة آثار أقدام الأصلية من البرجين التوأمين مع 30 قدما (9.1 متر) الشلالات أسفل الجانبين. نقشت أسماء ضحايا الهجمات حول حواف الشلالات. يجري تشييد النصب التذكارية الدائمة الأخرى في جميع أنحاء العالم.
كان واحدا من الأماكن التي شهدت النصب التذكارية وقفات احتجاجية بالشموع العديد بيير وفي هوبوكين، نيو جيرسي، مباشرة عبر من مركز التجارة العالمي. كان هناك أيضا حفل تأبين في 11 مارس 2002، عند غروب الشمس يوم بيير وعندما تحولت التكريم في ضوء أولا على، بمناسبة الذكرى نصف السنة من الهجوم الإرهابي. واختير دائم 11 سبتمبر النصب التذكاري لهوبوكين، ودعا جزيرة هوبوكين، في سبتمبر 2004

## قائمة

### النصب المؤقتة
بعد فترة وجيزة من الهجمات، أقيمت نصب تذكارية مؤقتة في مدينة نيويورك وأماكن أخرى.
- في 4 أكتوبر، بارك القس براين جوردان، وهو قس فرنسيسكاني، صليب مركز التجارة العالمي، وهو عبارة عن عمودين مكسورين في موقع الحادثة شكّلا صليبًا، ثم لحمهما الحدادون معًا.
- في 13 أكتوبر، رفع مدرج نورث تشارلستون لافتة خاصة تضم العدد التقاعدي لمارك بافيس، الذي كان في رحلة الخطوط الجوية المتحدة 175. لعب بافيس مع ساوث كارولينا ستينغراي التابع لنادي ويست كوست للهوكي، وعُلق رقمه التقاعدي في زاوية خاصة، مستقلًا عن أرقام لاعبي الستينغراي التقاعدية (#14، #24) وشعارات جوائزهم (بطولات كأس كيلي 1997 و2001)، وكُتب أيضًا عدد السنوات التي لعبها مع الفريق (1994-1996)، وتاريخ وفاته (11 سبتمبر 2001)، مع العلم الأمريكي.
- أيضًا في 13 أكتوبر، تأسس مشروع صور 11 سبتمبر. كان المشروع عبارة عن معرض صور مجتمعي خيري أُقيم ردًا على هجمات 11 سبتمبر وما تلاها. أُقيم المعرض في سبع مدن ضمن جولة على مدى عامين، وجمع صورًا من أكثر من 700 مشارك، وزاره أكثر من 300,000 شخص. وفر المشروع مكانًا لعرض الصور مصحوبة بتعليقات أي شخص رغب في المشاركة. هدف المعرض إلى الحفاظ على سجل للأضرحة الخارجية العفوية التي جرفتها الأمطار أو الرياح أو تلك التي جمعتها المدينة لتحفظها تاريخيًا. تحول المشروع أيضًا إلى كتاب بعنوان «مشروع صور 11 سبتمبر» في مايو 2002. وبيعت أكثر من 60,000 نسخة حتى الآن.
- في 11 مارس 2002، وضعت المدينة منحوتة الكرة المعدنية التالفة التي عُرضت سابقًا في مركز التجارة العالمي، كنصب تذكاري مؤقت في باتيري بارك سيتي.[1]

### النصب التذكارية الدائمة

#### الهياكل
- نصب تذكاري لضحايا كونيتيكت، دانبري، كونيتيكت،[2] وهو برج زجاجي من صنع النحات هنري ريتشاردسون.
- نصب تذكاري في كوف آيلاند بارك في ستامفورد بولاية كونيتيكت.[3]
- نصب «تأمل» لذكرى 9/11، روسيميد، كاليفورنيا.[4]
- النصب التذكاري الوطني للرحلة رقم 93، شانكسفيل، بنسلفانيا.
- نصب البنتاغون التذكاري، البنتاغون، أرلينغتون، فيرجينيا.
- تكريم النور، موقع مركز التجارة العالمي (مؤقت/دوري).
- النصب التذكاري لمقاطعة فولتون 9/11، واوسون، أوهايو.[5][6][7]
- نصب 11 سبتمبر التذكاري، ساحة ويزلي بولين التذكارية، فينيكس، أريزونا.
- نصب بطاقات بريدية، جزيرة ستاتن، نيويورك.
- النصب التذكاري في أيزنهاور بارك، إيست ميدو، نيويورك.
- النصب التذكاري لأحداث 11 سبتمبر في مقاطعة روكلاند، هافرسترو، نيويورك.
- نصب 11 سبتمبر التذكاري لمقاطعة ساسكس، الذي يقع على أرض كلية المجتمع في مقاطعة ساسكس في نيوتن، نيو جيرسي، ويضم عمودًا فولاذيًا من مركز التجارة العالمي.
- تملك أكاديمية لوس أنجلوس لإدارة الإطفاء نصبًا تذكاريًا عند المدخل الأمامي لمجمعها، وهو عبارة عن فولاذ ثلاثي القوائم من مركز التجارة العالمي.
- نصب 11 سبتمبر في هونولولو. وضع في 11 نوفمبر 2001، وهو نصب تذكاري يحمل لهبًا أبديًا (وضع في القمة) ومجسمًا مشابهًا للبرجين التوأمين (حُفر في المقدمة) يقع خارج هونولولو هيل (مبنى بلدية هونولولو) في وسط مدينة هونولولو، هاواي.
- حديقة التأمل، ياردلي، بنسلفانيا.
- حديقة بيفرلي هيلز التذكارية لأحداث 11/9، بيفرلي هيلز، كاليفورنيا.[8]
- نصب سيفورد لأحداث 11 سبتمبر، سيفورد، نيويورك.[9]
- نصب هنتنغتون هيكشر بارك التذكاري لأحداث 9/11، هنتنغتون، نيويورك.
- ساحة الحرية، ميتوشن، نيو جيرسي.
- سيمبر مومينتو، هايسلر بارك، لاغونا بيتش، كاليفورنيا.[10]
- مشروع 9/11 إنديانابوليس، إنديانابوليس، إنديانا.
- حديقة 11 سبتمبر التذكارية، ويستفيلد، نيو جيرسي.[11]
- نصب 9/11 التذكاري في فيرفيو، نيو جيرسي.
- نصب إلى الكفاح ضد الإرهاب العالمي، بايون، نيو جيرسي.
- نصب صموئيل أويتيس التذكاري، بيكسكيل، نيويورك.
- النصب التذكاري لطاقم طائرة 11 سبتمبر، غرابفين، تكساس.
- نصب 11 سبتمبر التذكاري، مقبرة فيستا فيردي، ريو رانشو، نيو مكسيكو.
- نصب 11 سبتمبر التذكاري، باتريوتس بارك، فينيس، فلوريدا.
- نصب مركز جون إف كينيدي للفضاء التذكاري لأول 343 من الضحايا، كيب كانافيرال، فلوريدا.[12]
- نصب 11 سبتمبر التذكاري، نابرفيل، إلينوي. يقع بمحاذاة نهر المدينة بين نهر دوباج ومركز بلدية المدينة، ويتضمن 140 وجهًا صنعها أطفال المدارس المحلية لترمز إلى ضحايا الهجمات، وهو تمثال مصنوع من مئة رطل من حطام البنتاغون، وغرانيت من منطقة الحادثة في ولاية بنسلفانيا حيث تحطمت طائرة المتحدة 93، وعمود فولاذي من مركز التجارة العالمي، وشعلة أبدية.[13]
- نصب 9/11 التذكاري في كلية دوباج. يقع في بهو مركز التعليم الأمني الداخلي في الكلية، ويضم العديد من المعارض حول الهجمات ويوجد في المركز عمود فولاذي من مركز التجارة العالمي.[14]
- نصب البطل التذكاري، جامعة بيتسبيرغ في جونستاون، بلدة ريتشلاند، بنسلفانيا.
- نصب أبليتون 9/11 التذكاري، أبليتون، نيوفاوندلاند ولابرادور، كندا.
- يوجد في مقبرة ولاية تكساس نصب تذكاري لضحايا 11 سبتمبر. ويتألف من رمز للبرجين التوأمين المتضررين، مصنوعٍ من عوارض حديدية ملتوية كانت جزءًا من مركز التجارة العالمي وانتُشلت من حطام غراوند زيرو.[15][16]
- نصب كريزي هورس التذكاري، داكوتا الجنوبية، وهو نصب تذكاري لأحداث 9/11 مخصص للضحايا وأول المستجيبين للهجمات. يقع عند مدخل مركز كريزي هورس السياحي.
- وضع مركز تدريب فرانك هوتشكين التذكاري في لوس أنجلوس نصبًا على شكل جزء من برج معروض في ذكرى فقدان رجال الإطفاء.[17]
- تملك مدينة كورال سبرينغز بولاية فلوريدا نصبها التذكاري الخاص الموضوع تكريمًا لضحايا الهجمات. يقع خارج المكتبة المحلية الشمالية الغربية، وهي المكتبة العامة الوحيدة في المدينة.[18]
- ساحة 11 سبتمبر التذكارية، معرض كاليفورنيا، ساكرامنتو، كاليفورنيا، ويحوي عمودًا مستخرجًا من غراوند زيرو. ويكون مفتوحًا للعامة خلال جميع فعاليات كال إكسبو بما فيها معرض ولاية كاليفورنيا وفي يوم 9/11.[19]
- نصب هيرموسا بيتش التذكاري لأحداث 9/11، هيرموسا بيتش، كاليفورنيا.[20]
- نصب مانهاتن بيتش التذكاري لأحداث 9/11، مانهاتن بيتش، كاليفورنيا.[21]
- نصب 11 سبتمبر التذكاري (ويندرمير، فلوريدا).
- حديقة التأمل التذكارية لأحداث 9/11، تقع في الحديقة التذكارية في بلدة ماكيفيلد السفلى بولاية بنسلفانيا. صممتها مهندسة ياردلي المعمارية لوبا لاشيك، وترمز إلى النور الذي يلي الظلام.[22]
- ميموريا إي لوتشه، هو نصب تذكاري يقع في بادوفا، إيطاليا. يتكون من عمود فولاذي ملتوٍ انتُقي من حطام مركز التجارة العالمي، تبرعت به الولايات المتحدة إلى منطقة فينيتو والتي بدورها تبرعت به لمدينة بادوفا، واستخدم لتصميم كتاب مفتوح ومضيء.
- حديقة 11 سبتمبر 2001، وهي حديقة عامة كبيرة في بولونيا، إيطاليا.
- نصب 911 التذكاري في أبردين، أوهايو، يقع في مساحة خضراء بمحاذاة نهر أوهايو.[23]
- نصب روح أمريكا التذكاري لأحداث 11 سبتمبر في حديقة ريفرسايد في كشمير، واشنطن.[24]